# Manicura (actividad)

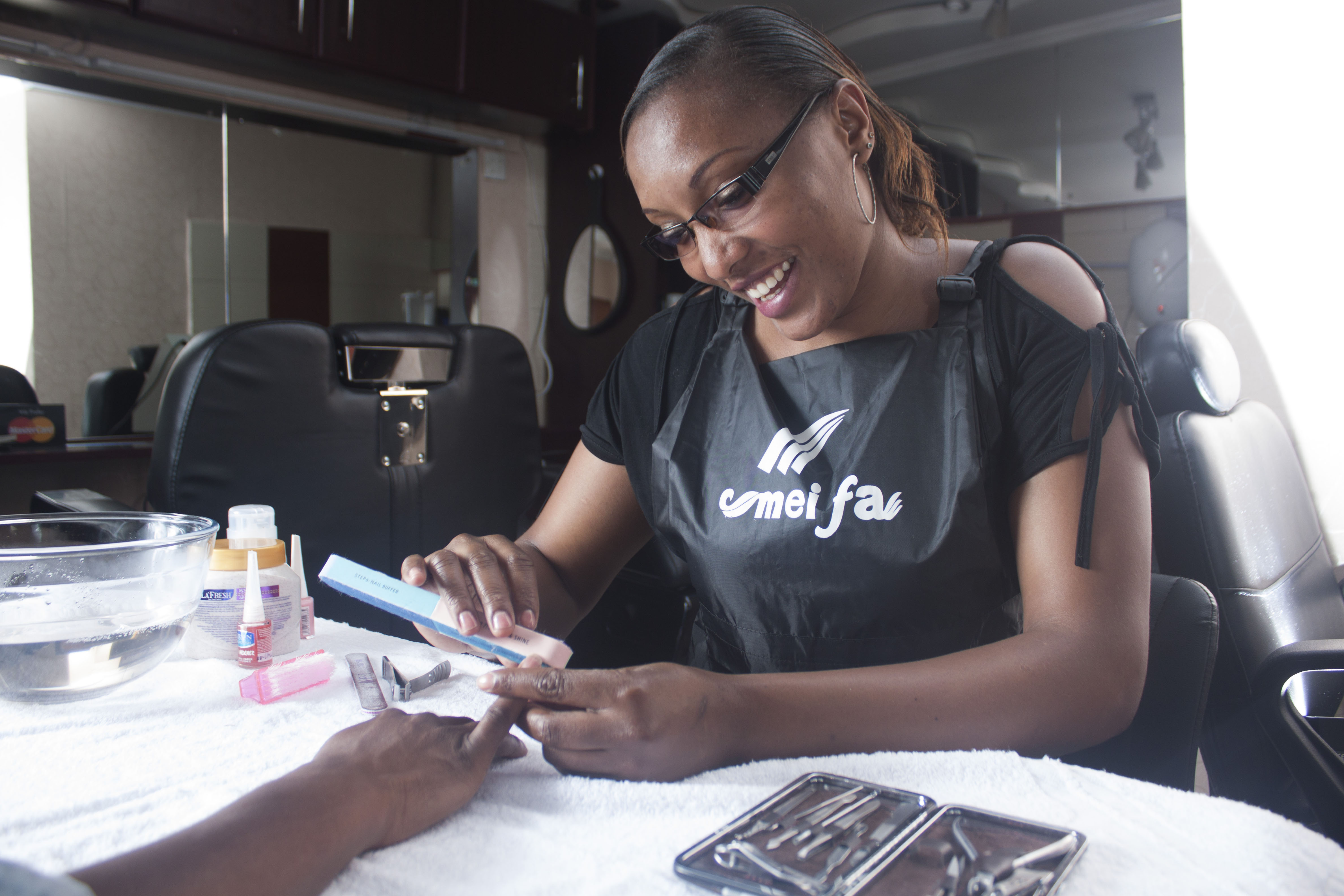
Manicurista de Kenia trabajando.

La manicura, maniquiur, manicure, o manicur, es un método de cuidado, pintura y embellecimiento para las uñas y manos que suele realizarse en casa o en un salón de belleza. En una manicura se cortan o liman los bordes de las uñas, los excesos de cutículas y hasta se retira la banda epidérmica transversal del pliegue proximal con tijeras, tornos y removedores de cutícula; al finalizar, se realizan masajes a las manos y se aplican recubrimientos artificiales con diversos químicos. Aquella persona que tiene esta actividad como oficio se la denomina «manicurista». Cuando este procedimiento se realiza en los pies, es denominado pedicura.
Hay gran variedad de manicura por ejemplo está el esmaltado natural que fue el descrito anteriormente, el semipermanente que es con duración de 20 días, resinas o acrílicas que son con mucha más decoración, te dan largura y duración, también existen las postizas que es pegar la uña sobre tu uña natural.
Algunas manicuras pueden incluir la pintura de diseños en las uñas o la aplicación de pequeñas calcomanías o joyas de imitación. Otros tratamientos incluyen la aplicación de uñas artificiales, lo que es conocido como "manicura francesa".

## Etimología
La palabra «manicura» proviene del vocablo francés manicure, que significa «cuidado de las manos», la cual se origina de las palabras latinas manus (mano) y cura (cuidado). De construcción etimológica similar, podemos encontrar la palabra «pedicura», proveniente de las palabras latinas ped (pies) y cura (cuidado).

## Tendencias
La popularidad y la fascinación por el arte de las uñas ha aumentado en los últimos años debido a una comunidad floreciente que ofrece consejos, trucos y diseños por medio de las redes sociales y sitios como Youtube. Actualmente se ha diversificado el sector hasta el punto de ofrecer modas por temporadas.   

## Historia
La práctica de la manicura inició hace aproximadamente 5000 años.

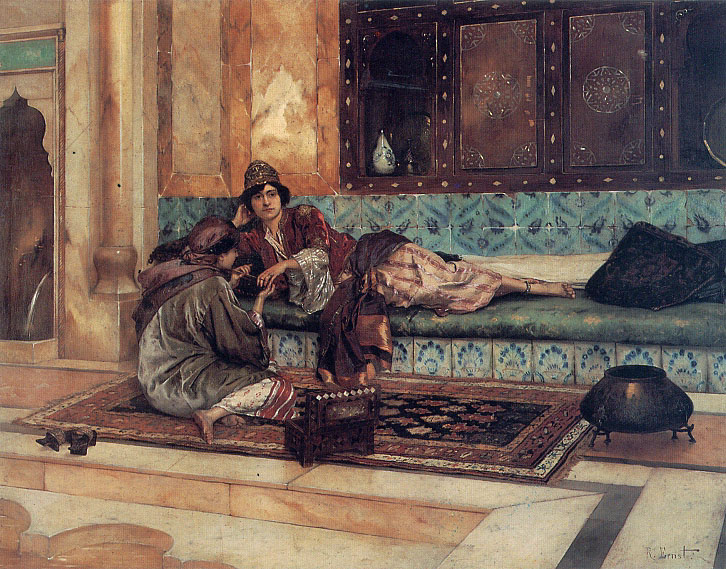
The Manicure, pintura de Rudolph Ernst.

Hace 3000 años atrás el pueblo del antiguo Egipto y China no tenía ni idea sobre las posibilidades de la Manicura contemporánea. Ellos “sólo” cubrían la uña en tonos brillantes y relucientes, mientras que a la clase trabajadora se le permitía usar exclusivamente tonos muy claros y naturales. Hace 600 años en China algunas de las personas más ricas e importantes preferían pintar sus uñas en oro o plata. El color lo extraían de la cera, la clara de huevo, gelatina y goma. Durante la dinastía Ming, las mujeres de la aristocracia se pintaban las uñas en tonos negros o rojo brillante y dorado, más tarde usaban moldes de metales que sobreponían a la uña para destacar la longitud de las uñas que era un símbolo de su estatus social. En el comienzo del siglo XIX, en Estados Unidos se creó la moda de llevar las uñas muy cortas, en forma de almendra. Las mujeres bañaban sus uñas en aceites aromáticos y se esmaltaba la uña en tonos muy claros y sutiles. La Manicura se hacía usando instrumentos de metal, tales como la tijera y ácidos varios para tratar la uña.
Las herramientas usadas en la Manicura fueron evolucionando y en 1830, el Doctor Sits fue el primero en utilizar una lima del árbol de Naranjas en las uñas de sus pacientes. Su nieto llevó algo más lejos el invento de su abuelo en crear un sistema entero de cuidados de la uña. Dicho sistema era barato y empezó a comercializarse por todo Estados Unidos, dónde cada mujer, independientemente de su estatus sociales e ingresos, usaba las limas para el cuidado de sus uñas. La pintura acrílica fue descubierta accidentalmente por otro médico. Pronto se hizo muy popular y jugó un papel importante en la creciente industria de la manicura.

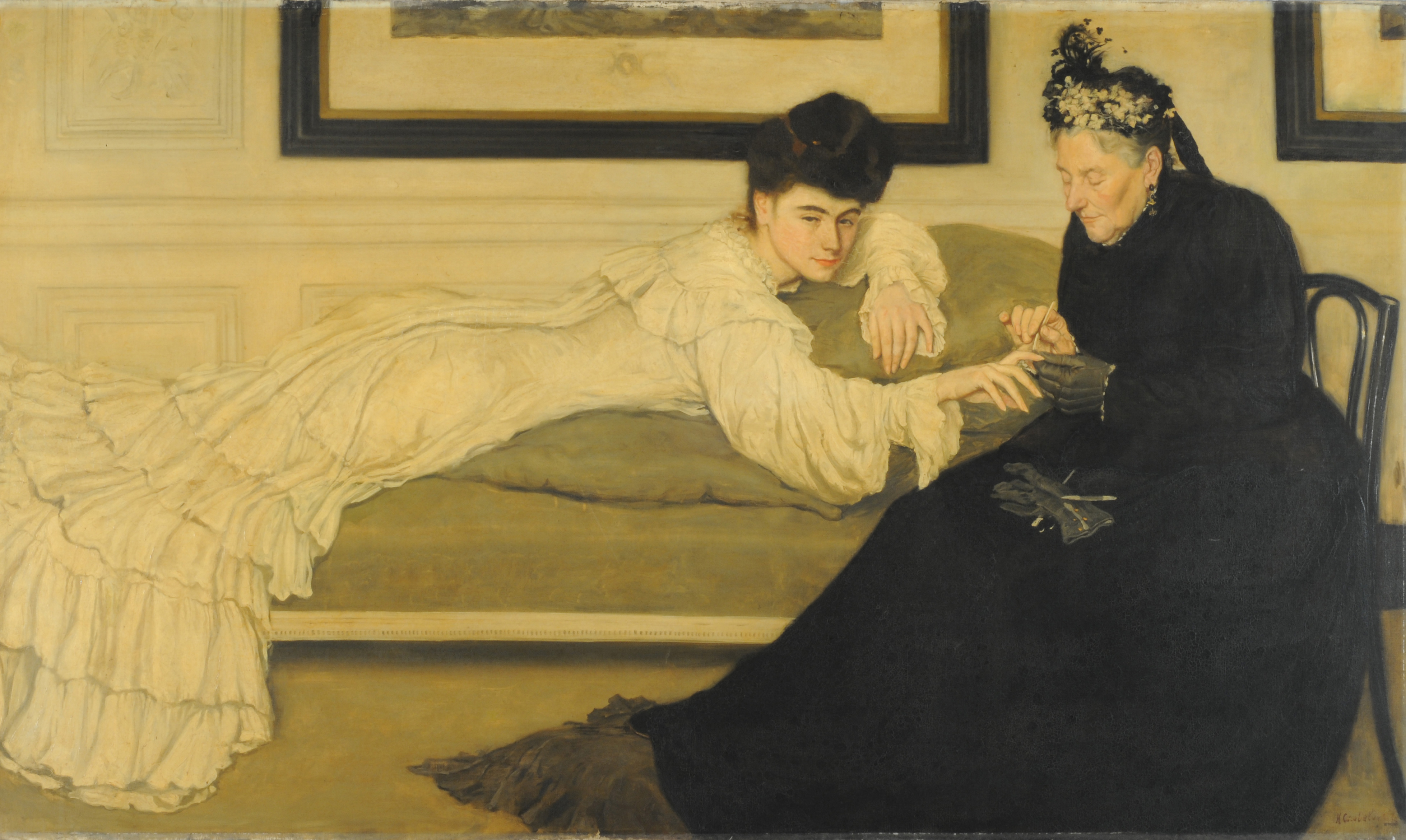
La manicura, óleo sobre lienzo de Henry Caro-Delvaille, circa 1901

A principios de los años 20 en el siglo XX la industria del automóvil desarrolla nuevas pinturas, que fueron adaptadas inmediatamente para cubrir la uña. El esmalte rosa salió al mercado en 1925 y obtuvo inmediatamente un éxito en las mujeres americanas. Para entonces, se usaba la manicura de Moda “lunar Manicure” que se aplicaba una línea fina rosa en el centro de la uña dejando el resto de la uña al natural, fue un auténtico furor.
En los años 30, la “lunar Manicure” aceptaba todos los tonos en rojo. La moda fue avanzando hacía uñas largas redondas y cubiertas completamente en tonos rojos.
Dicho invento creó la posibilidad de hacer diferentes tonos de colores. La compañía Max Factor sacó al mercado un color suave turquesa que empezó a empujar fuera del Monopolio de los colores rojos abriendo así una nueva era en el mundo de los esmaltes.
En los años 1920/1930 en Francia, empezó a gestarse un Boom en las uñas que se formó para quedarse para siempre, la conocida como “Manicura francesa”, que consiste en pintarse las puntas de las uñas en blanco y dejar el resto de la uña en un tono de rosé natural.
En 1937 se patentó en Estados Unidos un producto que fortalecía la uña. Estaba claro que la carrera de los esmaltes estaba empezando a ir a una velocidad nunca vista.

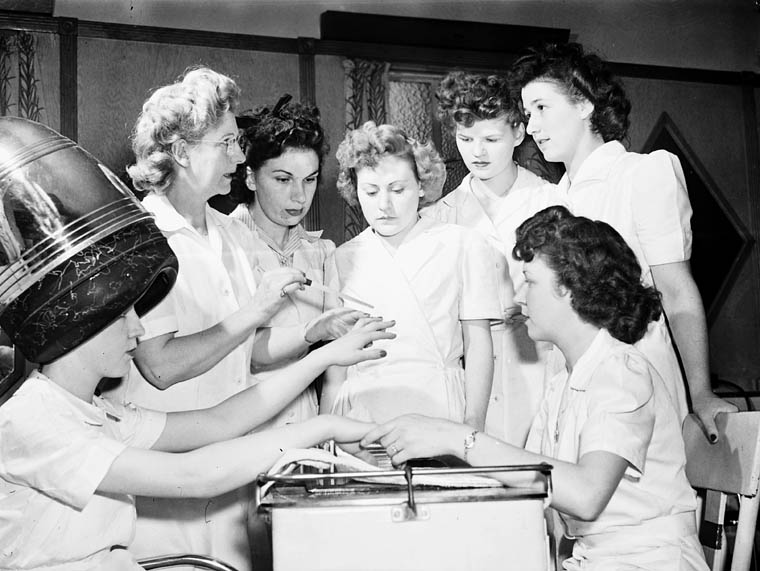
Extrabajadoras del servicio militar aprendiendo técnicas de manicura en 1945 en una peluquería.

Sobre los años 50 la Manicura se había convertido en el sector más fuerte de la industria cosmética. Técnicas básicas empezaban a ser impartidas públicamente por conocidos esteticistas y peluqueros a través de todo el territorio americano. Una de las primeras marcas en comercializar los esmaltes fue la reconocida Revlon. Coco Chanel, amaba ver las uñas cortas y coloridas, ella tuvo gran parte de culpa en introducir esa espectacular moda en las clases sociales más acomodadas.
En la década de los 50 resultó que fue por accidente, como muchos otros inventos durante nuestra Historia. El dentista Frederick Slack se rompió su propia uña, y como el material que utilizaba para la creación de los dientes era moldeable y posteriormente se volvía resistente, pensó que podía ser perfecto para reconstruir su maltrecha uña, y así fue, puso la primera uña postiza y cambió la vida futura de millones de personas.
La expansión se produjo en 1970 gracias a Hollywood. Con motivo del rápido crecimiento de la industria del cine, fue necesario comenzar a optimizar los tiempos de rodaje. Anteriormente no se había dado importancia a las uñas de las actrices porque las películas se grababan en blanco y negro, pero con el color fue necesario un estilo de uñas que combinara a la perfección con los cambios de vestuario. Fue así como a Jeff Pink, fundador de la firma cosmética Orly, se le ocurrió en 1975 pintar las puntas en blanco y dejar el resto al natural, únicamente resaltado por el brillo. Esta nueva tendencia fue llevaba a París, la ciudad de la moda, cosechando tanto éxito que terminó por denominarse “manicura francesa”.
Años más tarde Max Factor rompió con los tonos rosas, rojos y neutros poniendo a la venta un esmalte color azul turquesa que causó auténtico furor. A raíz de la revolución ochentera surgieron los flúor y se perdió el miedo a innovar en las uñas. Estrellas del momento como Madona pusieron de moda diseños impensables hasta el momento. Con el nuevo siglo, las opciones comenzaron a ser infinitas. Uñas cortas, más largas, puntiagudas, en forma cuadrada, redondeada, colores vivos, apagados…

## Tipos de manicura

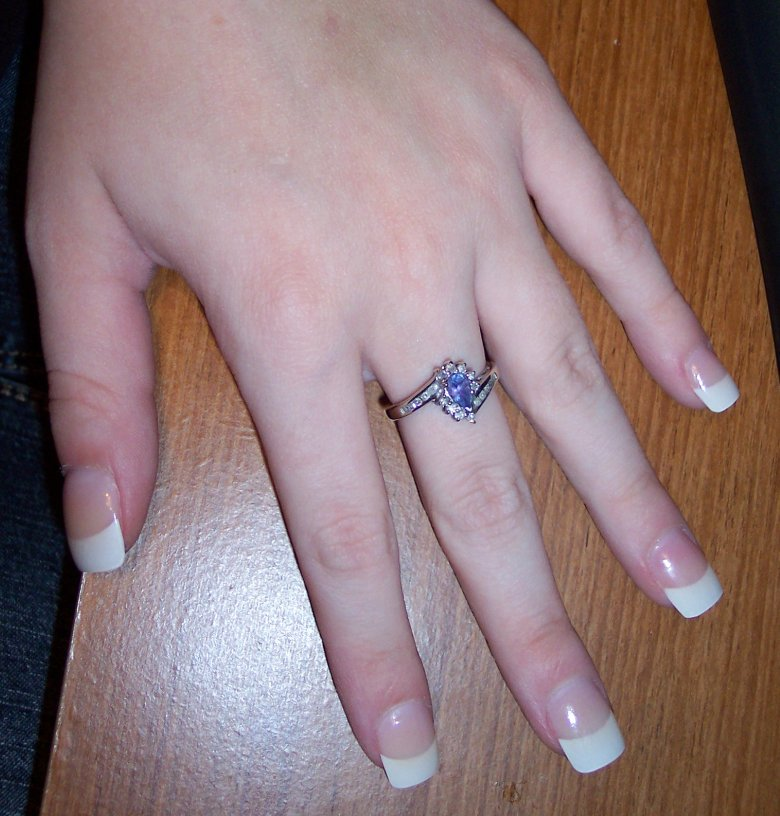
Ejemplo de una manicura francesa en acrílico.

### Manicura francesa
Las manicura francesa es un estilo de esmaltado que consiste originalmente en elegir un color natural para pintar la base de la uña para luego pintar la punta en color blanco. Actualmente se usa combinando cualquier tipo de colores y diseños.

### Manicura con aceite caliente
Una manicura con aceite caliente es un tipo específico de manicura que limpia las cutículas y las ablanda con aceite. Pueden utilizarse aceites minerales, aceite de oliva o lociones preparadas en un calentador eléctrico.

### Tratamientos con cera de parafina
Las manos se pueden sumergir en cera de parafina derretida para suavizarlas e hidratarlas. La cera de parafina se utiliza porque puede ser calentada a temperaturas de más de 95 °F (35 °C) sin quemar o herir la mano. El calor intenso permite una absorción más profunda de los emolientes y los aceites esenciales. La cera se aplica a menudo con diversos ingredientes botánicos tales como áloe vera, manzanilla o aceite del árbol del té y las ceras de frutas tales como manzana, melocotón y fresa se utilizan a menudo en salones de belleza. Los tratamientos de cera de parafina a menudo son más costosos que los tratamientos estándar de manicura, por lo que son más escasos. 

## Forma

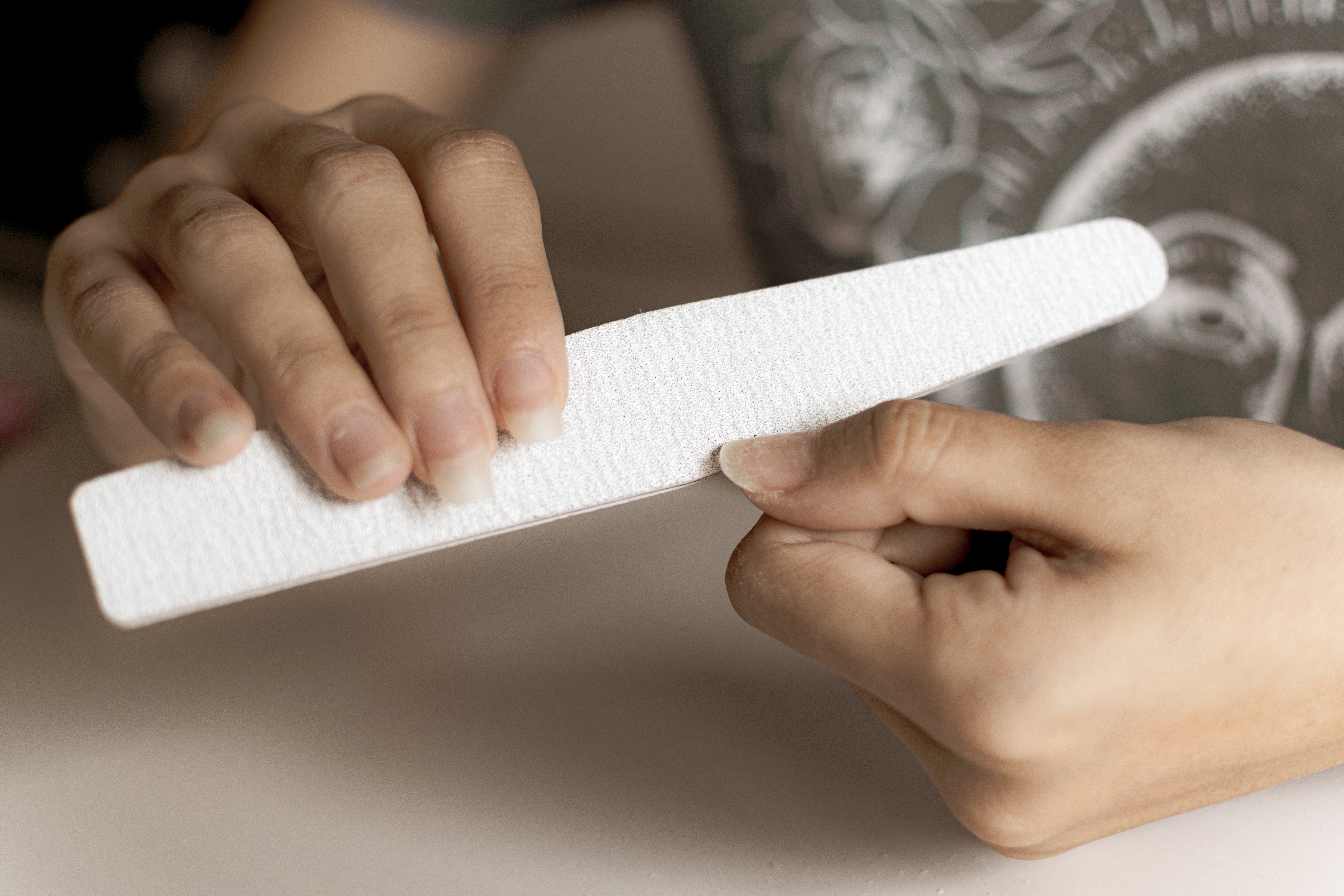
Limado de uñas.

Hay varias formas de uñas. Las formas básicas son en almendra, ovalada, puntiaguda, redonda, cuadrada, cuadrada ovalada, cuadrada con esquinas redondeadas y recta con una punta redondeada. La forma cuadrada ovalada se considera una forma robusta, útil para los que trabajan con sus manos.

## Herramientas
Existen muchas herramientas apropiadas para realizar trabajos de manicura y pedicura.

#### Torno eléctrico para uñas
Es una de las herramientas más utilizadas en manicura y pedicura. Es un aparato que tiene forma de lápiz, tiene unas piezas intercambiables que se llaman fresas. Las fresas tienen diferentes funciones, entre ellas están las de limar, pulir, decorar, retirar asperezas, retirar cutículas, etc.
Existen diferentes tipos de tornos eléctricos: portátiles y de sobremesa.
Los tornos eléctricos portátiles funcionan con batería autónoma, lo que permite trabajar con ellos sin estar conectados a una red eléctrica. Son ligeros y cómodos para trabajar.
Los tornos de sobremesa, tienen que estar conectados a la red eléctrica para su funcionamiento. Tienen la ventaja sobre los tornos portátiles en cuanto a que disponen de más potencia y más velocidades.

## Cuidados y precauciones
Como todo tratamiento, con la manicura se debe tener cuidado y precaución al realizarla. Los instrumentos deben estar debidamente desinfectados y esterilizados, o que el cliente tenga sus propios instrumentos. Tampoco se debe retirar o retraer totalmente la cutícula pues esta es la barrera que impide la entrada de bacterias y hongos que producen por ejemplo, infecciones (a veces difíciles de tratar) como la paroniquia.